# Moon Knight (seriál)
Moon Knight je americký televizní seriál založený na stejnojmenné postavě Marvel Comics. Autorem seriálu, který je součástí Marvel Cinematic Universe, je Jeremy Slater. Seriál byl uveden na streamovací platformě Disney+ a je produkován společností Marvel Studios.
Seriál byl oznámen v srpnu 2019, přičemž Slater byl najat v listopadu. Prvních několik epizod bude režírovat Mohamed Diab, ale později se k němu připojí režijní duo Justin Benson a Aaron Moorhead. Hlavní postavu, Marca Spectora / Moon Knighta, ztvární Oscar Isaac. Natáčení začalo na konci dubna 2021 v Budapešti.
Premiéra seriálu Moon Knight byla 30. března 2022 a bude se skládat ze šesti epizod. Je součástí čtvrté fáze Marvel Cinematic Universe.

## Děj
Steven Grant, zaměstnanec muzea, je sužován výpadky vědomí a vzpomínkami na jiný život. Steven zjistí, že má disociativní poruchu identity a sdílí tělo s žoldákem Marcem Spectorem. Když se jejich nepřátelé postupně sbíhají, musí se zorientovat ve své složité identitě a vrhnout se do tajemství mezi mocné egyptské bohy.

## Obsazení
- Oscar Isaac jako Steven Grant / Marc Spector / Moon Knight – bývalý americký námořník s disociativní poruchou identity, který se stane prostředníkem pro egyptského boha měsíce Chonsu[pozn. 1][5] a mění svojí identitu s britským zaměstnancem muzea.[6]

- May Calamawy jako Layla El-Faouly – archeoložka z Spectorovi minulosti[7]
- Karim El Hakim jako Chonsu – egyptský bůh měsíce
  - F. Murray Abraham jako hlas Chonsua
- Ethan Hawke jako Arthur Harrow – náboženský fanatik spojený s bohyní Amemait[pozn. 2], který vidí Moon Knighta jako překážku k tomu, aby „uzdravil svět“.[8][9]

Dále, Gaspard Ulliel jako sběratel starožitností Anton Mogart / Midnight Man, Lucy Thackeray jako Donna – Grantova spolupracovnice, Antonia Salib jako egyptská bohyně Tveret, Rey Lucas jako otec Marca Elias Spector a Fernanda Andrade jako Marcova matka Wendy Spector.
Saffron Hocking, Sofia Asir, Ahmed Dash, Hazem Ehab, Amr Al-Qadi, Zizi Dagher, Sofia Danu, Shaun Scott a Díana Bermudez byli obsazeni do nezveřejněných rolí.

## Seznam dílů
| Č. v seriálu | Původní název        | Český název                | Režie                          | Scénář                                                                                         | Premiéra v USA  |
| ------------ | -------------------- | -------------------------- | ------------------------------ | ---------------------------------------------------------------------------------------------- | --------------- |
| 1            | The Goldfish Problem | Problém s akvarijní rybkou | Mohamed Diab                   | Jeremy Slater                                                                                  | 30. března 2022 |
| 2            | Summon the Suit      | Vyvolej oblek              | Aaron Moorhead a Justin Benson | Michael Kastelein                                                                              | 6. dubna 2022   |
| 3            | The Friendly Type    | Přátelský typ              | Mohamed Diab                   | Beau DeMayo, Peter Cameron a Sabir Pirzada                                                     | 13. dubna 2022  |
| 4            | The Tomb             | Hrobka                     | Aaron Moorhead a Justin Benson | Alex Meenehan, Peter Cameron a Sabir Pirzada                                                   | 20. dubna 2022  |
| 5            | Asylum               | Blázinec                   | Mohamed Diab                   | Rebecca Kirsch a Matthew Orton                                                                 | 27. dubna 2022  |
| 6            | Gods and Monsters    | Bohové a monstra           | Mohamed Diab                   | příběh : Danielle Iman a Jeremy Slater adaptace : Jeremy Slater, Peter Cameron a Sabir Pirzada | 4. května 2022  |